# Coppa Sabatini 2010
La Coppa Sabatini 2010, cinquantottesima edizione della corsa e valevole come prova del circuito UCI Europe Tour 2010 categoria 1.1, si svolse il 7 ottobre 2010 per un percorso totale di 199 km. Fu vinta dall'italiano Riccardo Riccò che giunse al traguardo con il tempo di 4h18'15", alla media di 46,234 km/h.
Presero il via a Peccioli 91 ciclisti, 60 di essi tagliarono il traguardo.

## Ordine d'arrivo (Top 10)
| Pos. | Corridore            | Squadra       | Tempo    |
| ---- | -------------------- | ------------- | -------- |
| 1    | Riccardo Riccò       | Vacansoleil   | 4h18'15" |
| 2    | Marco Marcato        | Vacansoleil   | s.t.     |
| 3    | Leonardo Bertagnolli | Androni Gioc. | s.t.     |
| 4    | Giovanni Visconti    | ISD-Neri      | s.t.     |
| 5    | Staf Scheirlinckx    | Omega Pharma  | s.t.     |
| 6    | Domenico Pozzovivo   | Colnago       | s.t.     |
| 7    | Davide Appollonio    | Cervélo       | s.t.     |
| 8    | Aleksandr Bočarov    | Katusha       | s.t.     |
| 9    | Simone Stortoni      | Colnago       | s.t.     |
| 10   | Alessandro Bertolini | Androni Gioc. | s.t.     |